# 크루거 국립공원

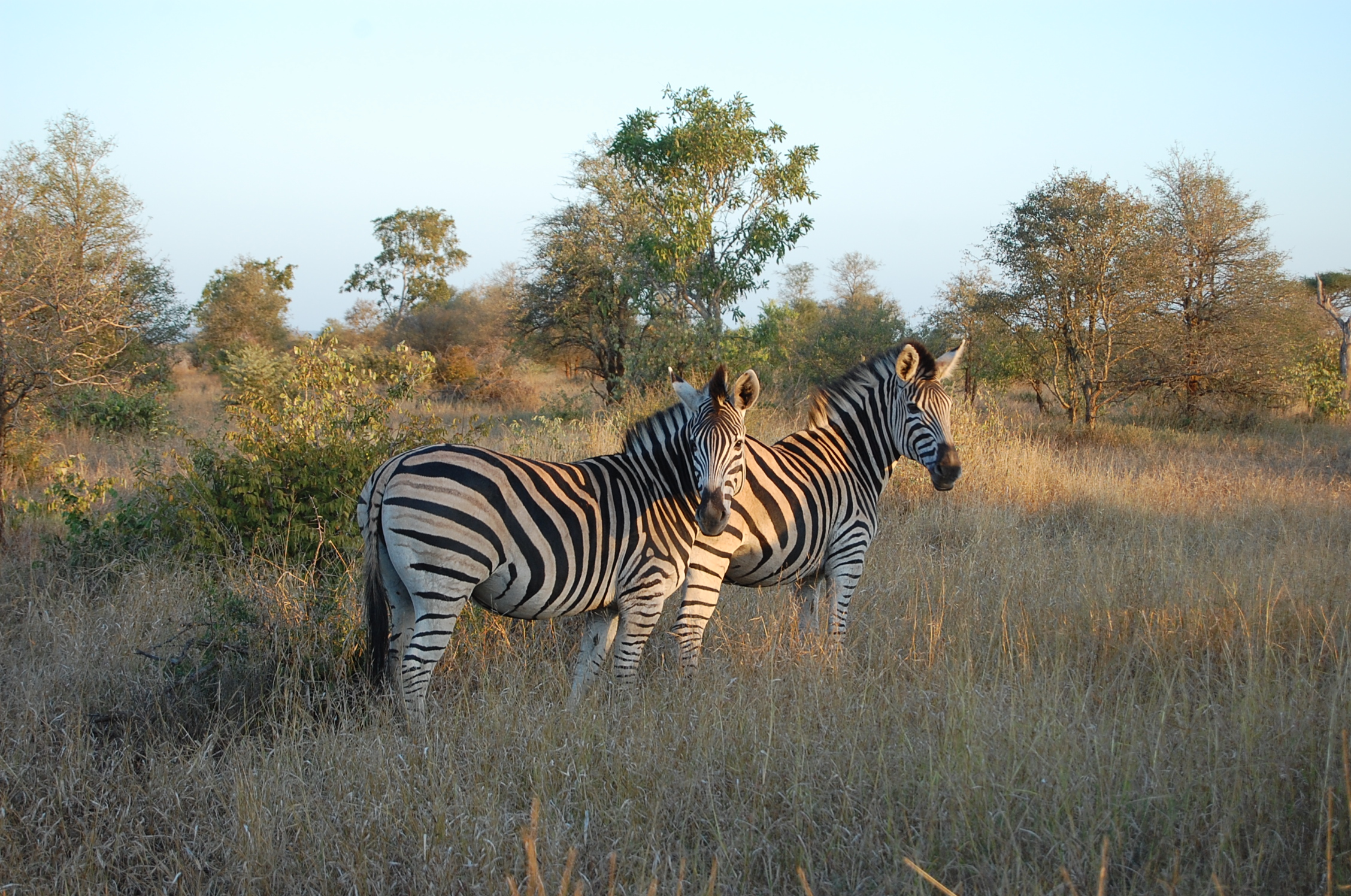
크루거 풍경 속의 버첼얼룩말

크루거 국립공원(Kruger National Park)은 남아프리카 공화국 국립공원으로 아프리카에서 가장 큰 사냥 금지 구역 중 하나이다. 남아프리카 공화국 북동부 림포포주와 음푸말랑가주의 면적은 19,623km2(7,576sqmi)이고 남북으로 360km(220mi), 동서로 65km(40mi)에 이른다. 행정 본부는 스쿠자에 있다. 공원 일대는 1898년 남아프리카 공화국 정부에 의해 처음 보호되었고 1926년 남아프리카 공화국 최초의 국립공원이 되었다.
크루거 국립공원의 서쪽과 남쪽에는 남아프리카 공화국의 림포포주와 음푸말랑가주가있다. 북쪽은 짐바브웨, 동쪽은 모잠비크이다. 현재는 크루거 국립공원과 짐바브웨의 고나레조우 국립공원, 모잠비크의 림포포 국립공원 등을 연결하는 평화공원인 그레이트 림포포 트랜스프런티어 공원의 일부이다.
이 공원은 유네스코가 국제인간생물권보전지역으로 지정한 크루거 캐니언스 생물권의 일부이다.
공원에는 9개의 정문이 있어 다른 캠프에 들어갈 수 있다.

## 동식물군

### 초목
식물의 수명은 대략 공원의 4분면에 해당하는 4개의 주요 영역으로 구성되어 있다. 주요 들판 유형은 강우 구배와 지질 기질에 의해 결정된다.

#### 관목 모판대
관목 모페인은 공원의 북동부 전체를 덮고 있다.

### 포유류

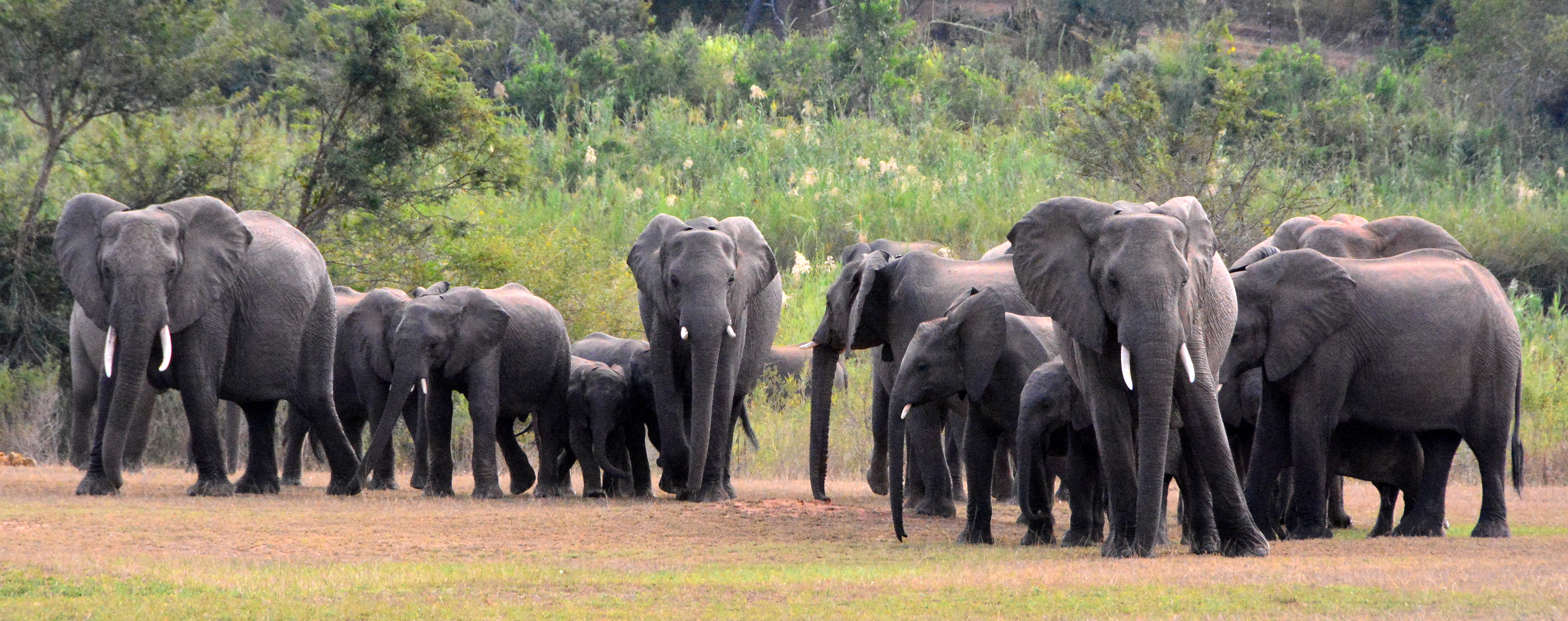
크루거 게이트 옆의 아프리카코끼리 무리

빅5 게임 동물들은 모두 크루거 국립공원에서 발견되는데 크루거 국립공원은 다른 아프리카 사냥 금지 보호구역(147종)보다 큰 포유류 종을 많이 보유하고 있다. 야생동물을 관찰할 수 있는 웹캠이 설치되어 있다.
이 공원은 1994년 코끼리 도살을 중단하고 코끼리들을 이주시키려 했으나 2004년까지 개체수가 1만1670마리로 증가해 2006년에는 1만3500마리로 증가했고 2009년에는 1만1672마리로 증가했으며 2012년에는 1만6900마리로 늘어났다. 이 공원의 서식지는 약 8,000마리의 코끼리를 지탱할 수 있을 것이다. 비록 이것이 완전히 확실한 것은 아니지만 말이다. 코끼리는 공원의 식물의 성장과 밀도를 변화시키고, 야생 동물과 같은 몇몇 종은 초원의 증가로 인해 분명히 이득을 얻는다. 이 공원은 1995년 피임법을 사용하기 시작했으나 피임약 전달과 가축들의 기분을 상하게 하는 문제 때문에 피임법을 중단했다.
크루거는 멸종 위기에 처한 아프리카들개의 무리를 지원하는데, 이 중 남아프리카 공화국 전역에는 약 400마리에 불과한 것으로 추정된다.

### 조류
공원의 남쪽에서 중앙 지역에 걸쳐 상당히 균일한 새 종의 집합체가 존재하지만, 올리펀츠 북쪽의 모판이 지배하는 평원에서 다양성의 감소가 두드러진다. 대부분의 종들은 비가 오는 여름에 대부분의 채소와 동물 먹이를 유지하면서 번식하지만, 반대로 큰 맹금류는 먹이가 가장 많이 노출되는 건조한 겨울에 번식한다. 크루거에서 발견된 517종의 조류 중 253종은 거주자이고 117종은 비육종 이주자이며 147종은 유목민이다.
크루거에서 발견된 517종의 조류 중 253종이 거주자, 117종의 비번식 이주자, 147종의 유목민이다. 큰 새들 중 일부는 넓은 영역을 요구하거나 서식지 파괴에 민감하다. 크루거와 다른 광범위한 보존 지역에만 한정되어 있는 이 종들 중 6종은 "빅 식스 버드"라고 불리는 공상적인 그룹에 배정되었다. 그들은 주름민목독수리, 잔점배무늬독수리, 안장부리황새, 아프리카큰느시, 남부땅코뿔새, 은둔한 펠스올빼미이다. 2011년 항공조사에서는 22개의 잔점배무늬독수리 둥지, 2015년 조사에서는 17개의 둥지, 2020년 조사에서는 모두 70개의 둥지, 이들의 활동은 아직 밝혀지지 않았다. 공원에는 소수의 비번식 개체 외에 25~30쌍의 안장부리 황새가 번식하고 있다. 2012년에는 178마리의 남부땅코뿔새 가족이 공원을 돌아다녔고 78마리의 둥지가 알려져 그 중 50%가 활동했다.

### 기타 척추동물
크루거에는 검은맘바, 아프리카비단뱀, 나일악어 3,000마리를 포함한 126종의 파충류가 살고 있다. 아직까지는, 특히 작은 공간 규모에서, 파충류의 밀도와 분포에 대한 지식은 표본추출 편향에 의해 제한되고 공원의 공공 인프라에 대한 강한 의존성이 명백하다. 공원에는 양서류 33종과 어류 50종이 서식하고 있다. 황소상어로도 알려진 잠베지상어 카르차르히누스 레우카스는 1950년 7월 림포포와 루부부 강이 합류하는 지점에서 잡혔다. 잠베지상어는 민물을 잘 견디며 림포포와 같은 강을 따라 멀리 이동할 수 있다.

## 위협
이 공원의 생태계는 집중적인 밀렵, 국경 도시 개발, 지구 온난화와 가뭄, 동물 과잉, 채굴 프로젝트 등 여러 위협을 받고 있다.
휴식 캠프와 인근 마을에서 발생하는 빛 오염은 크루거 국립공원의 생물 다양성에 영향을 미친다. 특히 야행성 야생동물의 구성과 포식자의 사냥행태를 변화시킨다.

## 황야 산책로
크루거 국립공원에는 9개의 다른 산책로가 개설되어 있다. 일부는 하룻밤이고 사실상 사람이 손대지 않은 황무지에서 며칠 동안 버틴다. 황무지에는 정해진 오솔길이 없다. 방문객은 동물이 만든 길을 걷거나 덤불을 통해 새로운 길을 찾는다.

## 기후
| Skukuza, 1961-1990의 기후 | Skukuza, 1961-1990의 기후 | Skukuza, 1961-1990의 기후 | Skukuza, 1961-1990의 기후 | Skukuza, 1961-1990의 기후 | Skukuza, 1961-1990의 기후 | Skukuza, 1961-1990의 기후 | Skukuza, 1961-1990의 기후 | Skukuza, 1961-1990의 기후 | Skukuza, 1961-1990의 기후 | Skukuza, 1961-1990의 기후 | Skukuza, 1961-1990의 기후 | Skukuza, 1961-1990의 기후 | Skukuza, 1961-1990의 기후 |
| 월                        | 1월                       | 2월                       | 3월                       | 4월                       | 5월                       | 6월                       | 7월                       | 8월                       | 9월                       | 10월                      | 11월                      | 12월                      | 연간                      |
| ------------------------- | ------------------------- | ------------------------- | ------------------------- | ------------------------- | ------------------------- | ------------------------- | ------------------------- | ------------------------- | ------------------------- | ------------------------- | ------------------------- | ------------------------- | ------------------------- |
| 역대 최고 기온 °C (°F)    | 43 (109)                  | 43 (109)                  | 42 (108)                  | 40 (104)                  | 38 (100)                  | 35 (95)                   | 36 (97)                   | 38 (100)                  | 42 (108)                  | 44 (111)                  | 43 (109)                  | 42 (108)                  | 44 (111)                  |
| 일평균 최고 기온 °C (°F)  | 33 (91)                   | 32 (90)                   | 31 (88)                   | 29 (84)                   | 28 (82)                   | 26 (79)                   | 26 (79)                   | 27 (81)                   | 29 (84)                   | 30 (86)                   | 31 (88)                   | 32 (90)                   | 30 (86)                   |
| 일평균 최저 기온 °C (°F)  | 21 (70)                   | 20 (68)                   | 19 (66)                   | 15 (59)                   | 10 (50)                   | 6 (43)                    | 6 (43)                    | 9 (48)                    | 13 (55)                   | 16 (61)                   | 18 (64)                   | 20 (68)                   | 14 (57)                   |
| 역대 최저 기온 °C (°F)    | 11 (52)                   | 10 (50)                   | 8 (46)                    | 6 (43)                    | 1 (34)                    | −4 (25)                   | −4 (25)                   | −4 (25)                   | 1 (34)                    | 6 (43)                    | 10 (50)                   | 10 (50)                   | −4 (25)                   |
| 평균 강수량 mm (인치)     | 94 (3.7)                  | 96 (3.8)                  | 66 (2.6)                  | 38 (1.5)                  | 14 (0.6)                  | 11 (0.4)                  | 11 (0.4)                  | 8 (0.3)                   | 28 (1.1)                  | 40 (1.6)                  | 63 (2.5)                  | 92 (3.6)                  | 561 (22.1)                |
| 평균 강수일수 (≥ 1 mm)    | 9                         | 9                         | 9                         | 6                         | 3                         | 2                         | 2                         | 2                         | 3                         | 7                         | 10                        | 10                        | 71                        |
| 출처: SAWS                |                           |                           |                           |                           |                           |                           |                           |                           |                           |                           |                           |                           |                           |

## 갤러리

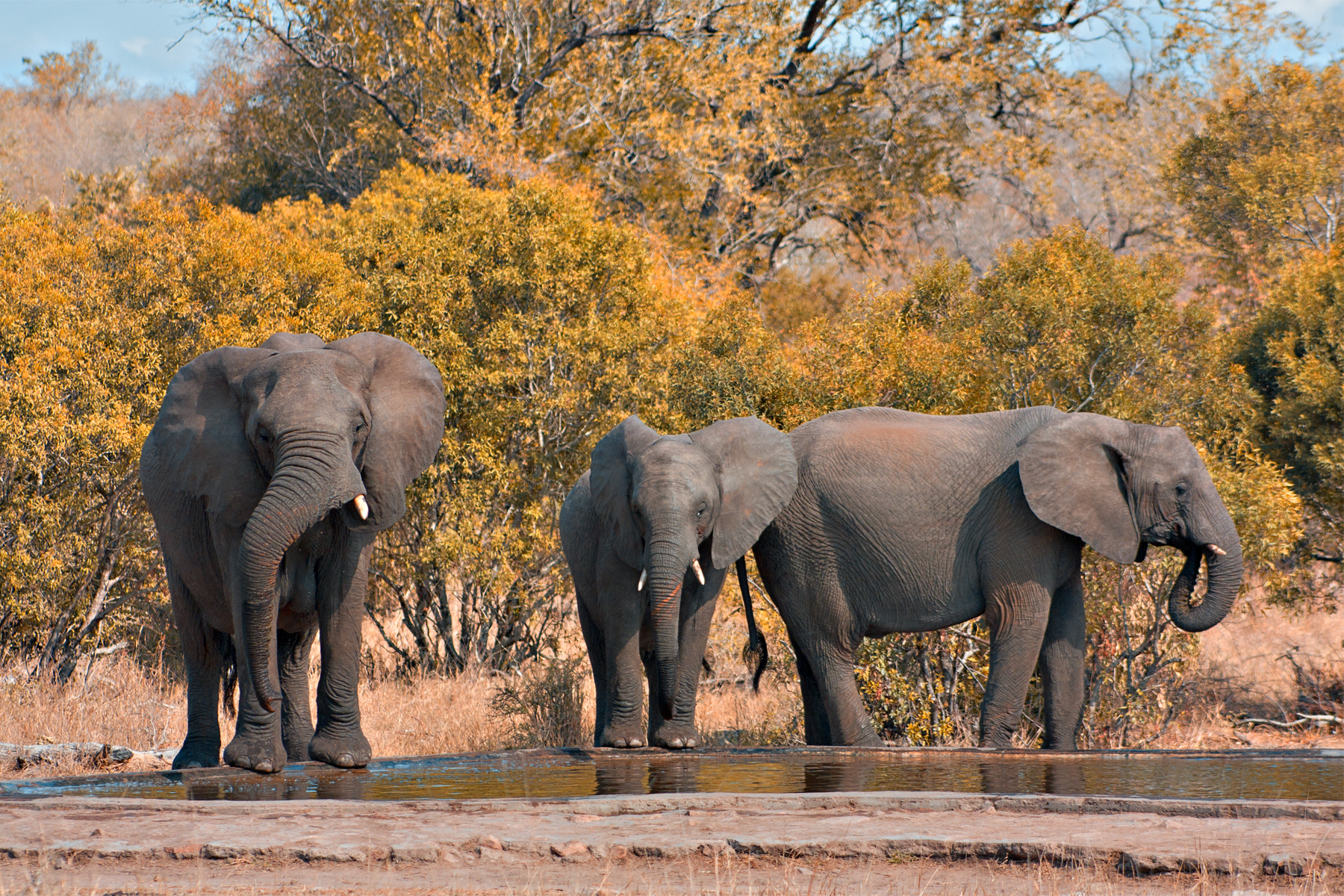
인공 물웅덩이에 사는 아프리카코끼리 가족
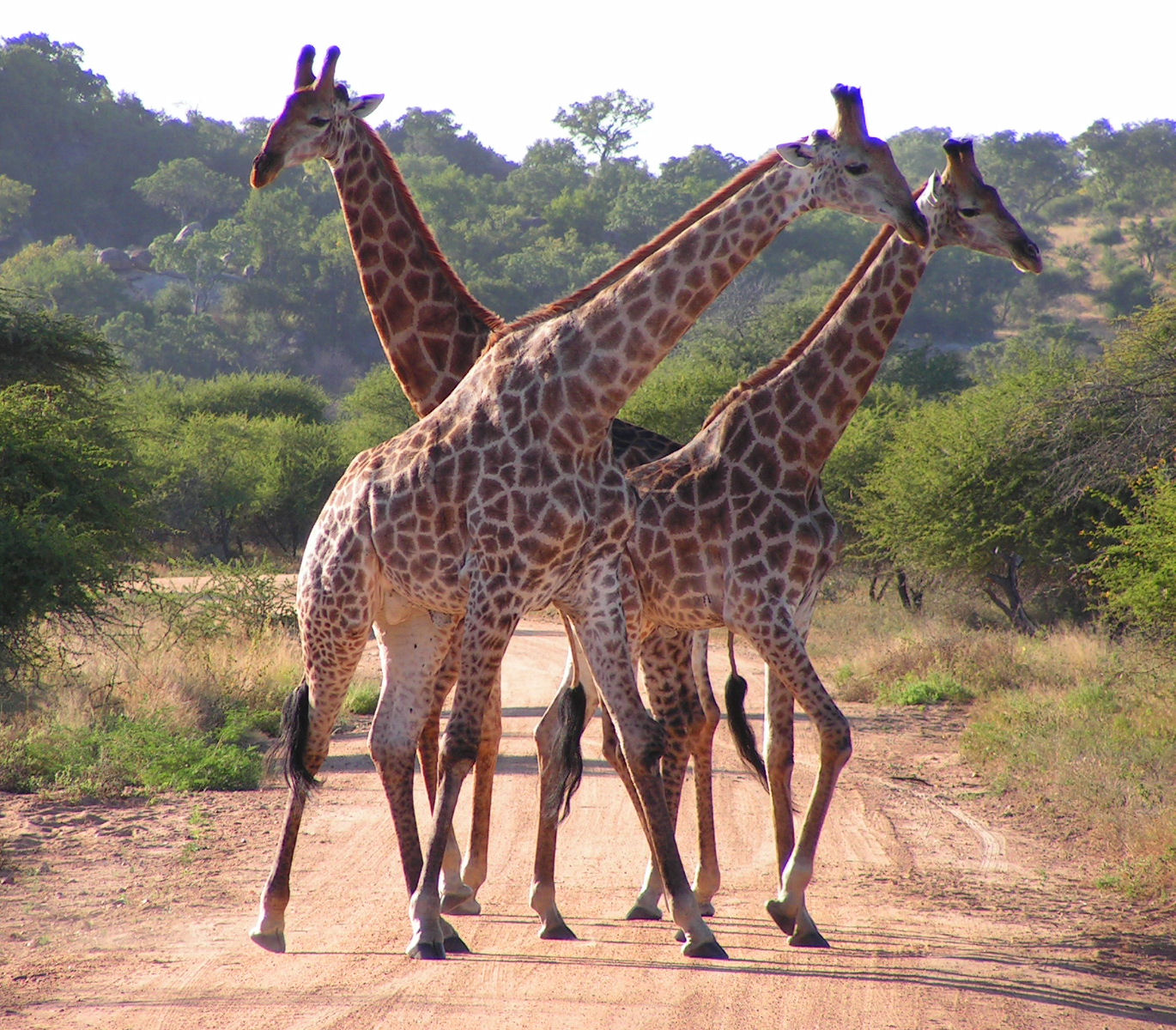
수컷 기린
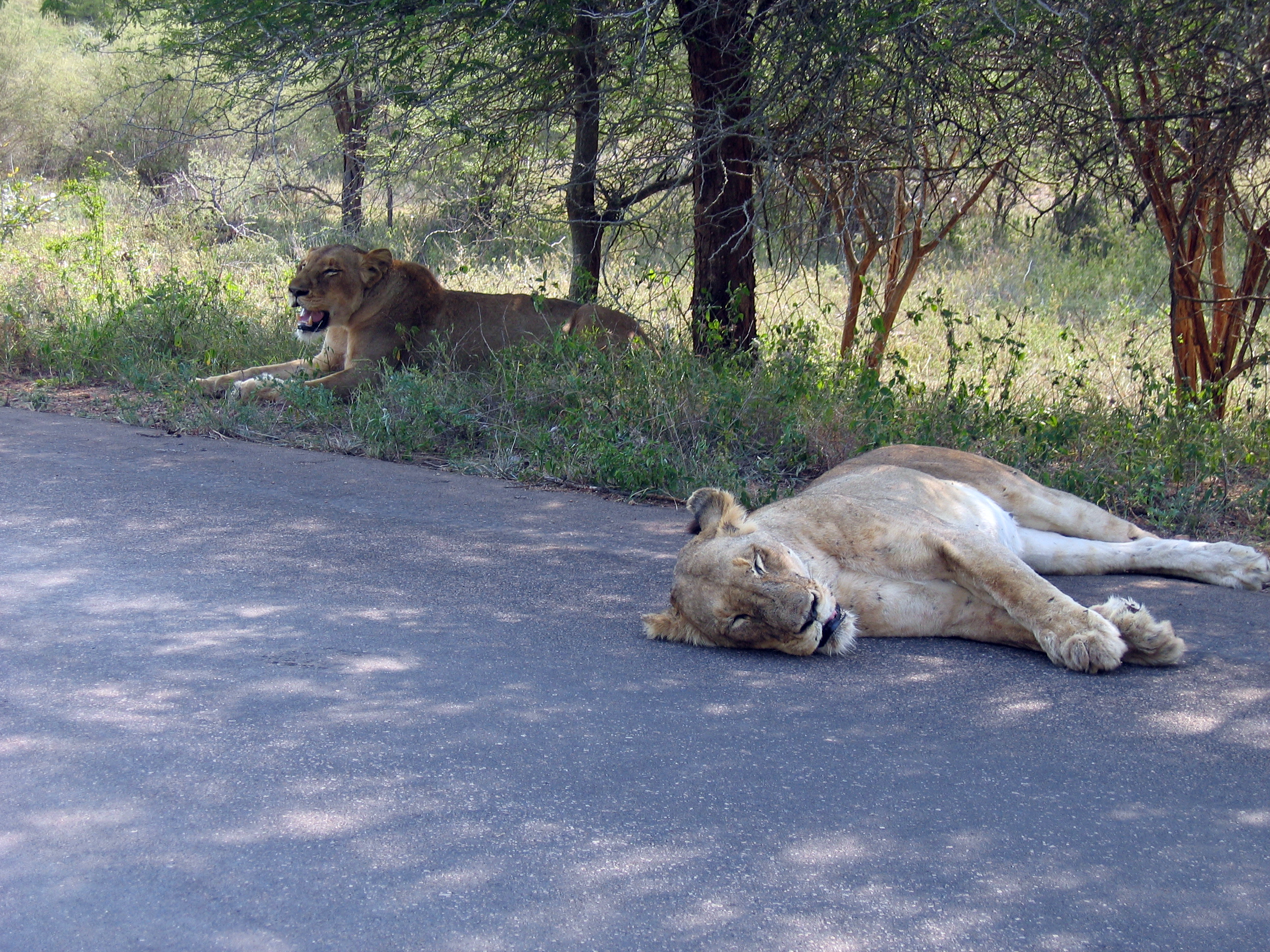
사냥에 실패한 두 마리의 암사자가 휴식을 취하고 있다.
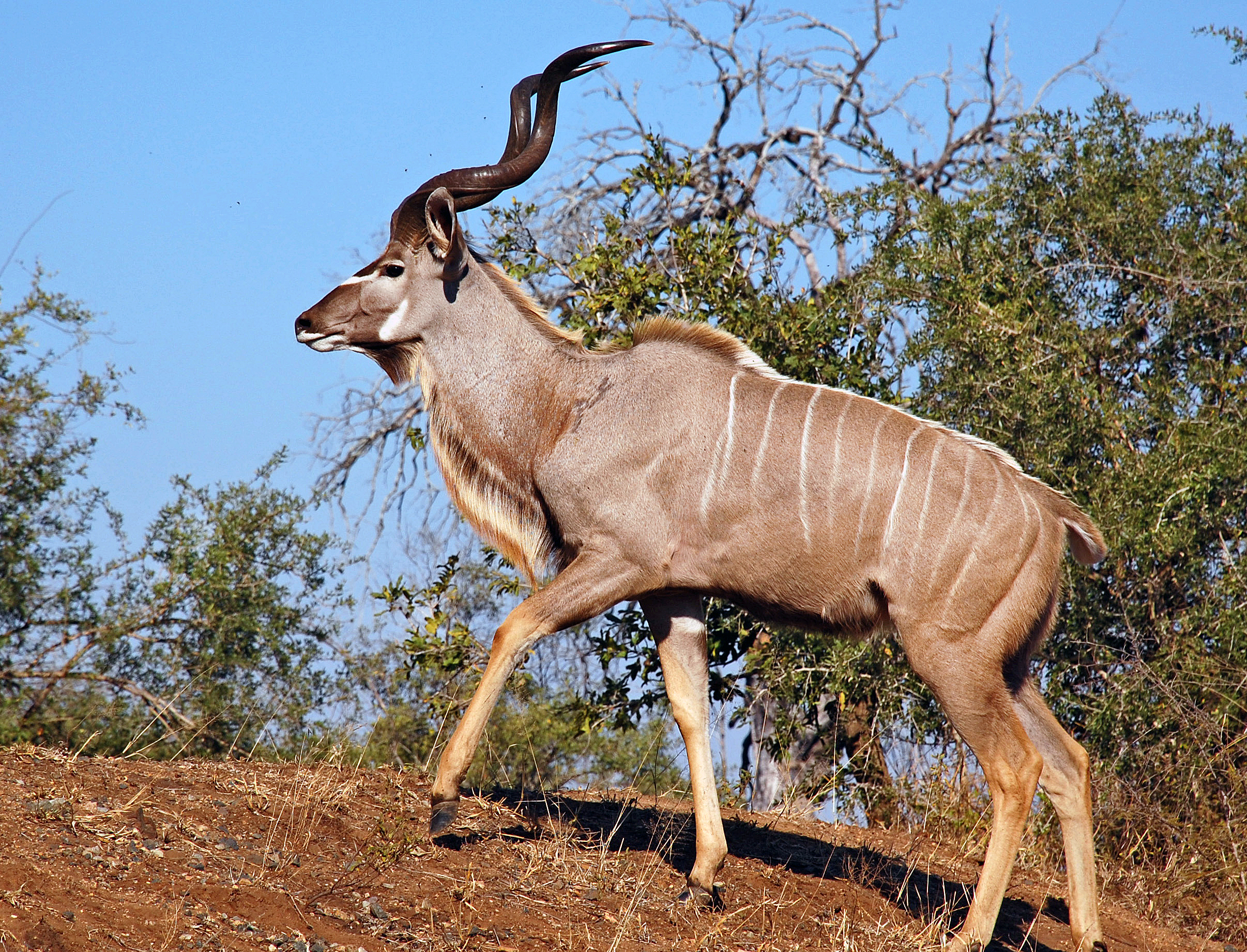
큰쿠두